# Sons of Northern Darkness
Sons of Northern Darkness è il settimo album in studio del gruppo musicale black metal norvegese Immortal, pubblicato nel 2002 dalla Nuclear Blast.

## Il disco
È il primo sotto contratto con la Nuclear Blast Records e, da alcuni, è considerato uno dei migliori lavori della band.

## Edizioni
Fu pubblicato anche in vinile, con un ordine di tracce differente, e in edizione limitata.

## Tracce
- Tutte le tracce scritte da Abbath, Demonaz e Horgh.

1. One by One - 5:00
2. Sons of Northern Darkness - 4:47
3. Tyrants - 6:18
4. Demonium - 3:57
5. Within the Dark Mind - 7:31
6. In My Kingdom Cold - 7:17
7. Antarctica - 7:12
8. Beyond the North Waves - 8:06

### Tracce (vinile)
1. One by One - 5:00
2. Sons of Northern Darkness - 4:47
3. Tyrants - 6:18
4. Beyond the North Waves - 8:06
5. Demonium - 3:57
6. Within the Dark Mind - 7:31
7. In My Kingdom Cold - 7:17
8. Antarctica - 7:12

## Formazione
- Abbath - voce, chitarra
- Iscariah - basso
- Horgh - batteria

## Crediti
- Demonaz - testi e copertina
- Lars Szöke - ingegneria del suono
- Kay Berg - foto di copertina